# Eupithecia tripolitaniata
Eupithecia tripolitaniata là một loài bướm đêm trong họ Geometridae.